# Mailleroncourt-Saint-Pancras
Mailleroncourt-Saint-Pancras là một xã thuộc tỉnh Haute-Saône trong vùng Franche-Comté phía đông nước Pháp.

## Geography
The Côney forms most of the commune's northern border.